# Крутое (Велижский район)
Круто́е — деревня в Смоленской области России, в Велижском районе. Расположена в северо-западной части области в 18 км к юго-востоку от Велижа в 0,5 км к западу от автодороги Р133 Смоленск — Невель.
Население — 244 жителя (2007).
Административный центр Крутовского сельского поселения. В деревне есть средняя школа. Здесь находится источник лечебной воды «Крыжик».
В деревне родился Герой Советского Союза Амосенков, Александр Максимович.